# Джандаргёль
Джанда́ргёль (Джанда́ри; груз. ჯანდარის ტბა, Джандарис-Тба; азерб. Candargöl; в источниках упоминается также названия Караязы, Караязи, Гараязы, Гараязи от азерб. Qarayazı) — озеро на границе Азербайджана (Агстафинский район) и Грузии (Квемо-Картли). Расположено на Караязской равнине, на высоте 291,4 м над уровнем моря. Площадь составляет 11,4 км² (10,6 км²), средняя глубина — 3,75 м, максимальная достигает 7,2 м. Площадь водосборного бассейна — 58,7 км².

## Наполнение
Озеро Джандаргёль, фактически представляющее собой наливное водохранилище, является трансграничным водным объектом и получает воду с территории Грузии из реки Куры посредством Гардабанского магистрального канала (построен в 1870-х годах; первоначально назывался Мариинским). Вклад атмосферных осадков и подземных вод незначителен. До постройки канала на месте озера был небольшой водоём.

## Охрана окружающей среды
В начале 1993 года между Комитетом мелиорации и водного хозяйства Азербайджана и департаментом управления мелиоративными системами Министерства сельского хозяйства и продуктов Грузии был заключён договор, согласно которому департамент ежегодно подаёт воду в озеро в объёме 70 млн м³ — 50 млн м³ для орошения 8500 га земель Агстафинского района Азербайджана и 20 млн м³ для поддержания экологического равновесия водоёма.